# Manuel Vallejo
Pour les articles homonymes, voir Vallejo.
Manuel Jiménez Martínez de Pinillos, né à Séville (Andalousie, Espagne) le 15 octobre 1891 et mort le 7 août 1960 dans la même ville et connu sous le nom de scène de Manuel Vallejo, est un chanteur (cantaor) espagnol de flamenco. 

## Biographie
Manuel Vallejo est décoré de la deuxième clef d'or du chant en 1926,.